# Lynn Whitfield
Lynn Whitfield, nascida Lynn Butler-Smith (Baton Rouge, Luisiana, 15 de fevereiro de 1953) é uma atriz norte-americana, vencedora de um Prémio Emmy em 1991.

## Filmografia
- 1982 - For Colored Girls Who Have Considered Suicide When the Rainbow Is Enuf
- 1983 - Doctor Detroit
- 1985 - Silverado
- 1985 - The Slugger's Wife
- 1986 - Johnnie Mae Gibson: FBI
- 1987 - Dead Aim
- 1987 - Jaws: The Revenge
- 1991 - A Triumph of the Heart: The Ricky Bell Story
- 1991 - The Josephine Baker Story
- 1992 - Stompin' at the Savoy
- 1993 - Taking the Heat
- 1994 - In the Army Now
- 1994 - State of Emergency
- 1996 - A Thin Line Between Love and Hate
- 1996 - Sophie & the Moonhanger
- 1997 - Eve's Bayou
- 1997 - Gone Fishin'
- 1998 - Stepmom
- 1999 - Dangerous Evidence: The Lori Jackson Story
- 1999 - Deep in My Heart
- 1999 - The Color of Courage
- 2000 - A Time for Dancing
- 2001 - A Girl Thing
- 2003 - Head of State
- 2003 - The Cheetah Girls
- 2004 - Redemption: The Stan Tookie Williams Story
- 2006 - Madea's Family Reunion
- 2006 - The Cheetah Girls 2
- 2006 - The Confessions of a Call Girl
- 2008 - The Women
- 2009 - Mama, I Want to Sing!
- 2016 - Greenleaf
- 2018 - Nappily Ever After